# Kristián Kolář
Kristián Kolář (* 30. června 2000 Písek) je český lední hokejista hrající na postu brankáře.

## Život
S hokejem sice začínal v klubu HC Milevsko, ale mládežnická léta strávil do roku 2015 v Písku a následně v Plzni. Mezi plzeňskými muži se prvně ocitl v sezóně 2017/2018, nicméně do žádného soutěžního zápasu tehdy nezasáhl. Mezi muži dostal v témže ročníku na hostování v Klatovech. Navíc patřil do kádru reprezentačního výběru České republiky, který se účastnil mistrovství světa do 18 let. Do zápasů na turnaji ale nezasáhl.
V sezóně 2018/2019 nastupoval převážně za plzeňský výběr do 19 let, avšak v rámci hostování vypomáhal mužským týmům HC Klatovy a HC Tábor. Premiéru za muže Škody Plzeň si odbyl během ročníku 2019/2020. Další zápasy odehrál za plzeňské juniory a na hostování za muže SHC Klatov. V roce 2020 se ale rozhodl své působiště změnit a v rámci dlouhodobého hostování začal hrát za HC Tábor, kde vystřídal brankáře Dominika Šorfa, jenž u táborských hokejistů hrál v rámci hostování z pražské Slavie do sezóny 2019/2020. Během ročníku ale nastoupil jen ke třem utkáním.